# NGC 3700
NGC 3700 ist eine Balken-Spiralgalaxie vom Hubble-Typ SBab im Sternbild Großer Bär am Nordsternhimmel. Sie ist schätzungsweise 407 Mio. Lichtjahre von der Milchstraße entfernt und hat einen Durchmesser von etwa 120.000 Lj.

Im selben Himmelsareal befinden sich u. a. die Galaxien NGC 3694 und NGC 3695.
Das Objekt wurde am 31. März 1867 von Robert Stawell Ball entdeckt.